# Wader Wecker Vater Land
Wader Wecker Vater Land ist ein Dokumentarfilm aus dem Jahr 2011 von Rudi Gaul über die Liedermacher Hannes Wader und Konstantin Wecker. 

## Handlung
Der Dokumentarfilm porträtiert zwei der wichtigsten deutschen Liedermacher, Hannes Wader und Konstantin Wecker, auf gemeinsamer Konzertreise durch Deutschland. Regisseur Rudi Gaul begleitet die scheinbar so unterschiedlichen Künstler von den Proben bis zur Tournee. Zwischen den Auftritten blicken die beiden zurück auf bewegte Zeiten der 68er-Bewegung. Durch die vertrauensvolle Herangehensweise und geschicktem Einsatz von Archivaufnahmen ist Wader Wecker Vater Land nicht nur ein Konzertfilm, sondern spiegelt ein Stück deutscher Zeitgeschichte wider, welche die zwei Musiker mit ihren Liedern mitgeprägt haben.
Der Film zeigt auf ehrliche Art die Begegnung von zwei gegensätzlichen Charakteren. Sie erzählen erstaunlich offen, lassen sich in ihrem Zuhause und im Kreise ihrer Familie mit der Kamera begleiten und geben freimütig Auskunft über ihre inneren Konflikte und Skrupel. Es wird deutlich, dass diese beiden Menschen sich nicht ausnehmen aus der Zeitkritik, die sie in ihren Liedern üben. Die gemeinsame Tour stellt die beiden unterschiedlichen Musiker vor Schwierigkeiten und die Herausforderung, sich aufeinander einzulassen. Der aus Westfalen stammende Wader, geboren 1942, und der Bayer Wecker, Jahrgang 1947, haben weder als Persönlichkeiten, noch in ihrem musikalischen Ausdruck viel gemeinsam. Jedoch finden sie das Widersprüchliche inspirierend und setzen auf das Verbindende. Als politische und gesellschaftskritische Liedermacher standen beide unter ähnlichem Druck. Wader mit seiner Folkmusik und den mild kritischen, träumerischen Texten war den Linksrevolutionären der Siebziger nicht radikal genug, Wecker flüchtete sich gar für eine Weile in die Toskana, um politischen Vereinnahmungsversuchen zu entgehen. Beide erlebten sie später auch die Einsamkeit des Künstlers, der die Bodenhaftung verliert. Wader trat als Reaktion darauf in die Deutsche Kommunistische Partei ein, Wecker wurde kokainsüchtig. Heute, vieler Illusionen beraubt, glauben sie trotzdem, dass es sich lohnt, für eine bessere Welt einzutreten, auch als Liedermacher. In ihren Liedern und ihrem Leben geblieben ist die Sehnsucht, sich nicht verbiegen zu müssen, sondern mit allen Schwächen, Leidenschaften und Exzessen eigenwillig zu sein und das Verlangen, sich immer wieder zu wandeln und dabei Grenzen auszutesten.

## Hintergrund
Der Film hatte Premiere am Münchner Filmfest 2011 und wurde dort vom Publikum als beliebtester Film ausgezeichnet.

## Kritiken
„Poetisch und mitfühlend inszeniert – nicht nur etwas für Wader- und Wecker-Fans.“

„Den beiden Liedermachern beim Singen und Philosophieren zuzusehen und -zuhören ist nicht nur unterhaltsam, sondern auch eine wunderbare Zeitreise durch die Musik- und Politgeschichte der Bundesrepublik. Ansehen!“

## Auszeichnungen
- Bayern 2 und SZ Publikumspreis beim Filmfest München 2011
- Bester Dokumentarfilm an den Biberacher Filmfestspielen 2011[10]
- Nominierung für den Deutschen Regiepreis Metropolis 2011[11]